# 霍亞穆克 (亞利桑那州)
霍亞穆克（英語：Hoa Murk）是位於美國亞利桑那州皮馬縣的一個非建制地區。該地的面積和人口皆未知。

## 地理
霍亞穆克的座標為32°16′47″N 112°40′03″W / 32.27972°N 112.66750°W，而該地的平均海拔高度為597米（即1959英尺）。